# Aşgabat
Aşgabat (del turcman: Aşgabat, /ɑʃɢɑˈbɑt/) o Asgabat (en persa: عشق آباد, Ešq-âbâd; rus: Ашхаба́д, Aixkhabad) és la capital del Turkmenistan. Està situada entre el desert del Karakum i la serralada del Köpetdag. La població és d'uns 695.300 habitants (estimació del 2001), majoritàriament turcmans, amb minories d'origen rus, armeni i àzeri.
La ciutat va ser fundada l'any 1881 sobre la base d'un poble tribal Ahal Teke, i es va convertir en la capital de la República Socialista Soviètica del Turkmenistan el 1924. Gran part de la ciutat va ser destruïda pel terratrèmol d'Aşgabat de 1948, però des d'aleshores s'ha reconstruït àmpliament sota el govern del projecte de renovació urbana de la "Ciutat Blanca" de Saparmurat Niàzov, el que ha donat com a resultat projectes monumentals revestits amb un costós marbre blanc. El canal del Karakum de l'època soviètica travessa la ciutat, transportant aigües de l'⁣Amudarià d'est a oest. Des del 2019, la ciutat ha estat reconeguda com un dels costos de vida més alts del món, en gran part a causa de la inflació i els problemes d'importació del Turkmenistan.

## Etimologia
Aşgabat és el nom de la ciutat en turcman. De 1925 a 1991 es va anomenar amb el nom rus: Ашхабад, Aixkhabad, i anteriorment en persa: عشق‌آباد, 'Ešqābād. Abans de 1991, en català acostumava a dir-se Aixkhabad, la transcripció de la forma russa. També s'ha escrit de diverses maneres com ara Ashkhabad, Ashkhabat, Ashgabat i Aixgabat. Entre els anys 1919 i 1927, la ciutat s'anomenava Poltoratsk en honor d'un revolucionari local, Pàvel Poltoratski.
Encara que el nom significa literalment «ciutat de l'amor» o «ciutat de la devoció» en persa modern, el nom podria haver-se modificat a través de l'etimologia popular. L'historiador turcman Ovez Gundogdiyev creu que el nom es remunta a l'època de l'Imperi Part, segle iii aC, i que deriva del nom del fundador de l'⁣Imperi Part, Arsaces I de Pàrtia, en persa Ashk-Abad (la ciutat d'Ashk / Arsaces).

## Geografia
Aşgabat és molt a prop de la frontera amb l'Iran. Ocupa un oasi pla altament actiu sísmicament limitat al sud pels contraforts de les muntanyes de Kopet Dag i al nord pel desert de Karakum. Està envoltat per, però no forma part de, la província d'Ahal. El punt més alt de la ciutat són els 401 metres alt turó de sorra sobre el qual es va construir l'hotel Yyldyz, però la major part de la ciutat es troba entre 200 i 255 metres d'elevació. El canal del Karakum travessa la ciutat.

## Història
Aşgabat és una localitat relativament jove, fundada el 1818. Amb tot i això, està situada no gaire lluny de Nisa o Nasa (a uns 8 km a l'oest), l'antiga capital de Pàrtia, i de les ruïnes de Konjikala, una ciutat de la Ruta de la Seda destruïda pels mongols al segle xiii. També propera (uns 11 km a l'est) les ruïnes de la vila d'Anau amb restes d'una esplendida mesquita fundada per Abu l-Kasim Babur (mort 1456/1457) i on s'han trobat restes d'una civilització neolítica de fa uns 3500 anys (excavacions del 1904).
El 1869, un destacament de soldats russos van construir una fortalesa en un turó proper a la localitat, que va esdevenir una vila segura i aviat va atraure els mercaders i artesans de la regió. La Rússia tsarista va annexionar-se el territori el 1884 i en va triar Aşgabat com a centre a causa de la seva situació propera a la frontera de Pèrsia, imperi que llavors tenia una forta influència britànica. En va resultar una ciutat agradable amb edificis, botigues i hotels d'estil europeu. Fins aleshores (1881) era un poblat de 500 tendes. El 1897 fou convertida en capital del districte de la Transcàspia quan tenia 19.428 habitants.
S'hi va establir un efímer govern soviètic el 1917, que més endavant fou definitiu, i la ciutat fou batejada com a Poltoratsk en honor d'un heroi revolucionari local (1921). El 1924 fou declarada capital del Turkmenistan. Va recuperar l'antic nom el 1927, tot i que ja era coneguda habitualment amb la forma russa d'Aixkhabad. Tenia en aquell moment 51.593 habitants. A partir de llavors la ciutat va experimentar un fort creixement arran de la industrialització i va arribar el 1939 a 127.000 habitants, si bé va patir un important terratrèmol el 6 d'octubre del 1948, de 7,3 en l'escala de Richter. La sacsejada va causar unes 110.000 víctimes mortals (els 2/3 de la població de la ciutat), encara que el nombre oficial que van anunciar les autoritats soviètiques fou tan sols de 14.000 morts. Poc abans, el 1947 es va obrir un observatori de sismologia pels freqüents sismes a la regió. El 1950 es va obrir la universitat Gorki.

## Transports

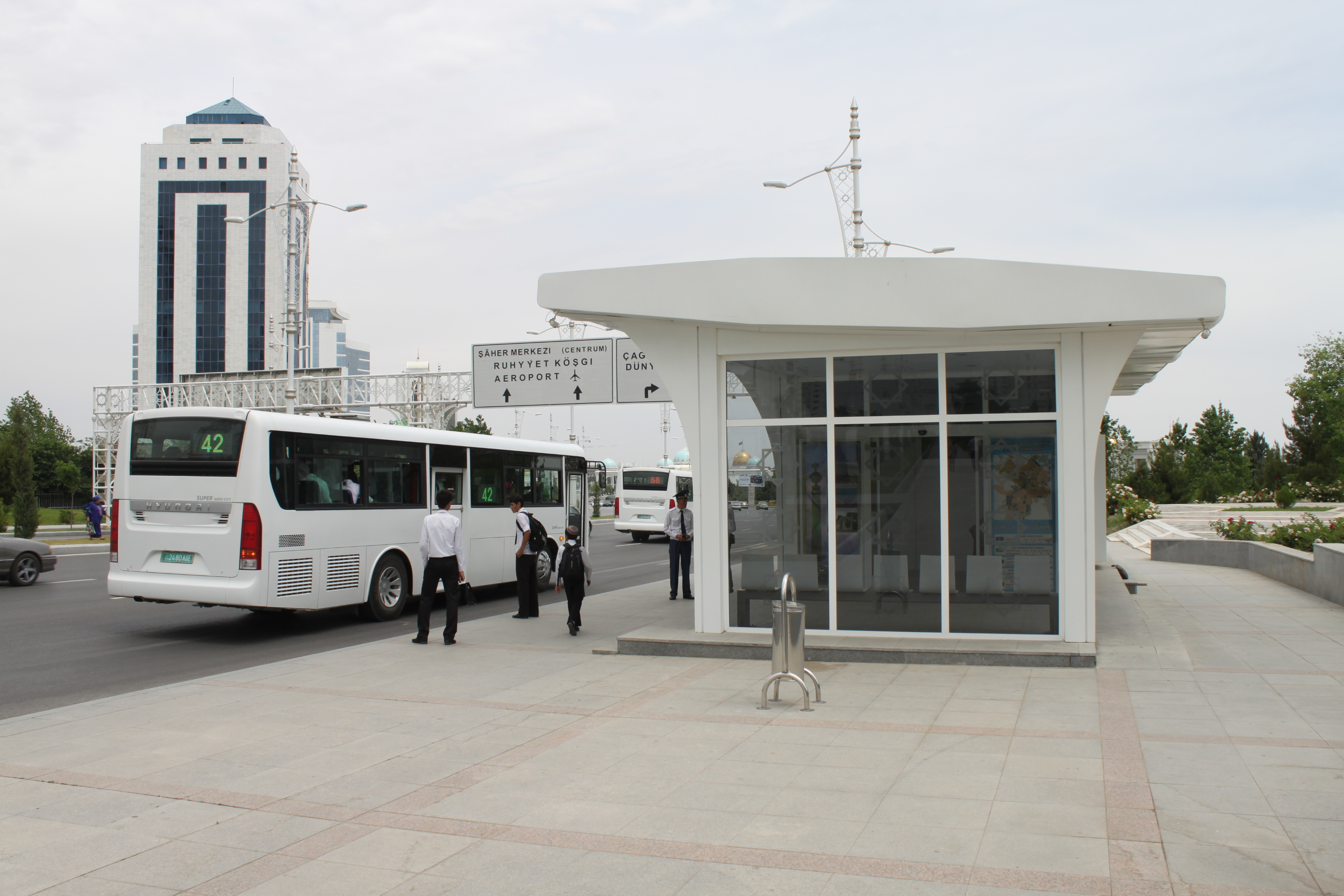
Parada d'autobús amb aire condicionat a Aşgabat

La ciutat compta amb l'aeroport internacional d'Aşgabat, l'ampliació del qual va costar 2.300 milions de dòlars i que té una capacitat de disseny de 14.000.000 de passatgers per any. Turkmenistan Airlines té la seu a l'aeroport. Aşgabat ofereix servei aeri des de i cap a totes les ciutats principals del Turkmenistan. Des del març de 2020, per evitar la importació i la propagació de la infecció per coronavirus, tots els avions que arriben a Turkmenistan des de l'estranger són redirigits a l'aeroport internacional de Turkmenabat.
El 18 d'octubre de 2006 es va obrir el telefèric d'Aşgabat, que connectava la ciutat amb els contraforts del Kopet Dag.
Ashgabat Monoraïl va començar el servei el 2016, convertint-se en el primer monoraïl de la regió de l'Àsia central. És un circuit de 5,2 quilòmetres de llarg i circula exclusivament pel territori de la Vila Olímpica (Turkmen).
El gener de 2018, es va informar que els cotxes negres havien estat confiscats durant setmanes a Aşgabat , com a resultat de la convicció del president Gurbanguly Berdimuhamedow que els cotxes negres porten mala sort.
La constructora ucraïnesa Interbudmontazh ha proposat la construcció d'una línia de metro per connectar la zona residencial d'Aşgabat-Siti als suburbis del nord amb el centre d'Aşgabat.
Aşgabat té una única estació central de ferrocarril. El maig de 2009 es va completar la restauració de l'⁣estació de ferrocarril d'Aşgabat. L'estació de tren està feta amb una arquitectura d'estil soviètic amb la seva punta llarga a terrat de l'edifici. El Ferrocarril Transcaspià (Türkmenbaşy – Balkanabat – Bereket – Aşgabat – Mary – Türkmenabat) travessa Aşgabat d'est a oest. Des de 2006 també hi ha una línia de tren des d'Aşgabat cap al nord, el ferrocarril Trans-Karakum.
El transport públic a la ciutat consisteix principalment en autobusos. Més de 100 línies d'autobusos cobreixen un abast total de més de 2.230 quilòmetres amb 700 autobusos que circulen per rutes urbanes. La ciutat utilitza principalment els autobusos Iran Khodro 0457 (Mercedes-Benz) i Hyundai New Super Aero City. Els horaris dels autobusos i el mapa esquemàtic detallat de la ruta es troben a cada parada. Les distàncies entre parades són d'uns 300-500 metres. Viatjar en transport públic de la ciutat d'Aşgabat per a la majoria de la població del país comporta una taxa. Els diners es posen a una caixa al costat del conductor. La tarifa per viatjar en transport públic de la ciutat és de 50 teňňesi turcmen (des del 2017) La ruta en taxi (marxrutka) és d'1 manat.
A Aşgabat hi ha taxis disponibles a qualsevol hora del dia o de la nit. Awtomobil Ulag Hyzmat OJSC és l'operador monopoli de taxis de la ciutat. La flota utilitza només automòbils nous Toyota Corolla (blanc) i Hyundai Elantra (groc). El preu del taxi és de 5 a 30 manats, depenent de la distància del centre de la ciutat i dels resultats de les negociacions amb el conductor.

## Economia
Les principals indústries són els tèxtils de cotó i la indústria del metall. És una estació important del Ferrocarril Transcaspià. Un gran percentatge de l'ocupació a Aşgabat la proporcionen les institucions estatals; com ara els ministeris, subsecretariats i altres òrgans administratius del govern de Turkmenistan. També hi ha molts ciutadans estrangers que treballen com a diplomàtics o empleats a les ambaixades dels seus respectius països. Aşgabat dona el seu nom a l'⁣acord d'Aşgabat, signat per l'Índia, Oman, Iran, Turkmenistan, Uzbekistan i Kazakhstan, per a la creació d'un corredor de transport i trànsit internacional que faciliti el transport de mercaderies entre l'Àsia central i el Golf Pèrsic.
El 2019 i el 2020, Aşgabat va ser la ciutat més cara del món per als expatriats estrangers a l'enquesta sobre el cost de la vida d'⁣ECA International. També va ser catalogada com la segona ciutat més cara del món en general per l'enquesta de cost de la vida de Mercer del 2020. El seu alt cost de vida per als estrangers s'ha atribuït a una inflació severa i a l'augment dels costos d'importació.

## Llocs d'interès
- Museus: el Museu Turcman de Belles Arts, amb una impressionant col·lecció de catifes, i el Museu Turcman d'Història, amb una representació d'objectes que es remunten a l'antiga civilització parta.
- L'Acadèmia de Ciències del Turkmenistan, important institució d'estudis superiors.
- Mesquites: la mesquita d'Azadi, que fa pensar en la Mesquita Blava d'Istanbul; la de Khezreti Omar, i la Mesquita Iraniana, de línies futuristes.
- L'Arc de la Neutralitat, una mena de trípode gegantí damunt el qual s'aixeca l'estàtua daurada del president Saparmurat Niàzov (conegut també com a Turkmenbashi, o líder dels turcmans). L'estàtua va girant de manera que sempre estigui de cara al sol durant el dia. Segons fonts oficials, és feta d'or pur.
- Monument al Ruhnama, el Llibre de l'ànima.